# Sabino Ocan Odoki
Sabino Ocan Odoki (Layibi, 8 de agosto de 1957) é um ministro ugandense e bispo católico romano de Arua.
Sabino Ocan Odoki foi ordenado sacerdote em 10 de setembro de 1983.
Papa Bento XVI nomeou-o bispo auxiliar de Gulu e bispo titular de Sabrata em 22 de julho de 2006. O Arcebispo de Gulu, João Batista Odama, o consagrou em 21 de outubro do mesmo ano; Os co-consagradores foram cardeal Emmanuel Wamala, Arcebispo emérito de Campala, e Arcebispo Christophe Pierre, Núncio Apostólico em Uganda.
O Papa o nomeou Bispo de Arua em 20 de outubro de 2010.